# Wilfred von Oven
Wilfred von Oven (La Paz, 4 de Maio de 1912 — Buenos Aires, 13 de Junho de 2008) foi braço direito de Joseph Goebbels.
A partir de 2001  viveu em Buenos Aires.